# 瑞寶大綬章
瑞寶大綬章（日语：／ Zuihō Daijūshō）是日本勳章的一種。瑞寶章於1888年1月4日制定，2003年11月3日更正。

## 勳章設計
以古代的寶鏡為中心，搭配16個連珠，8條有4條線的光線。「鈕」使用桐花的花葉。「綬」為藍色及橙黃雙線。為瑞寶大綬章在瑞寶章中最高等級的，相當於2003年11月2日以前的勳一等瑞寶章。

## 部分受章者
※年月日為受章日。頭銜為過去的職位。
- 小田滋 國際法院副院長 2003年（平成15年）11月3日
- 和田光史 九州大學長 2003年（平成15年）11月3日
- 小粥正巳 大藏事務次官 2004年（平成16年）3月16日
- 工藤郭夫 内閣法制局長官 2004年（平成16年）4月29日
- 吉永祐介 檢事總長 2004年（平成16年）4月29日
- 土肥孝治 檢事總長 2004年（平成16年）11月3日
- 井村裕夫 京都大學長 2005年（平成17年）4月29日
- 松下康雄 日本銀行總裁 2005年（平成17年）4月29日
- 西原春夫 早稻田大學總長 2007年（平成19年）11月3日

## 外部連結
- （日語）日本の勲章・褒章